# Rachid Sfar
Rachid Sfar (11 de setembro de 1933 — 20 de julho de 2023) foi um político tunisiano. Serviu como primeiro-ministro da Tunísia entre 8 de julho de 1986 e 2 de outubro de 1987.